# Sakkara

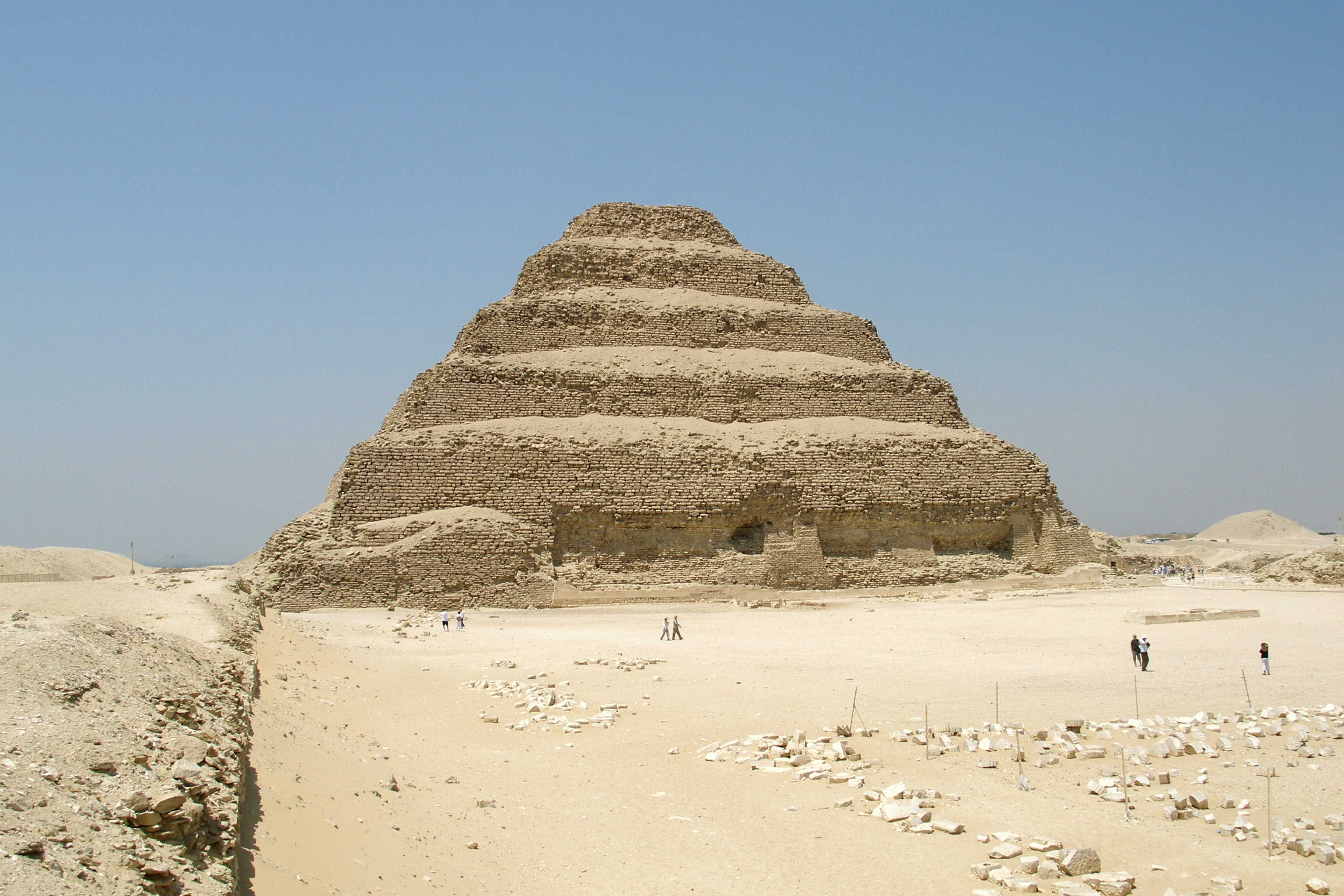
Stufenpyramide des Djoser

Sakkara (arabisch سقارة, DMG Saqqāra, ägyptisch-arabisch Saʾʾāra) ist eine bedeutende altägyptische Nekropole am westlichen Nilufer. Sie gehört seit 1979 als Teil der Stätte Memphis und seine Nekropole – die Pyramidenfelder von Gizeh bis Dahschur zum UNESCO-Welterbe. Der Ort liegt etwa 20 km südlich von Kairo im Gouvernement al-Dschiza.

## Geschichte
| \| Sakkara \|   |
| Lage in Ägypten |
| Sakkara         |

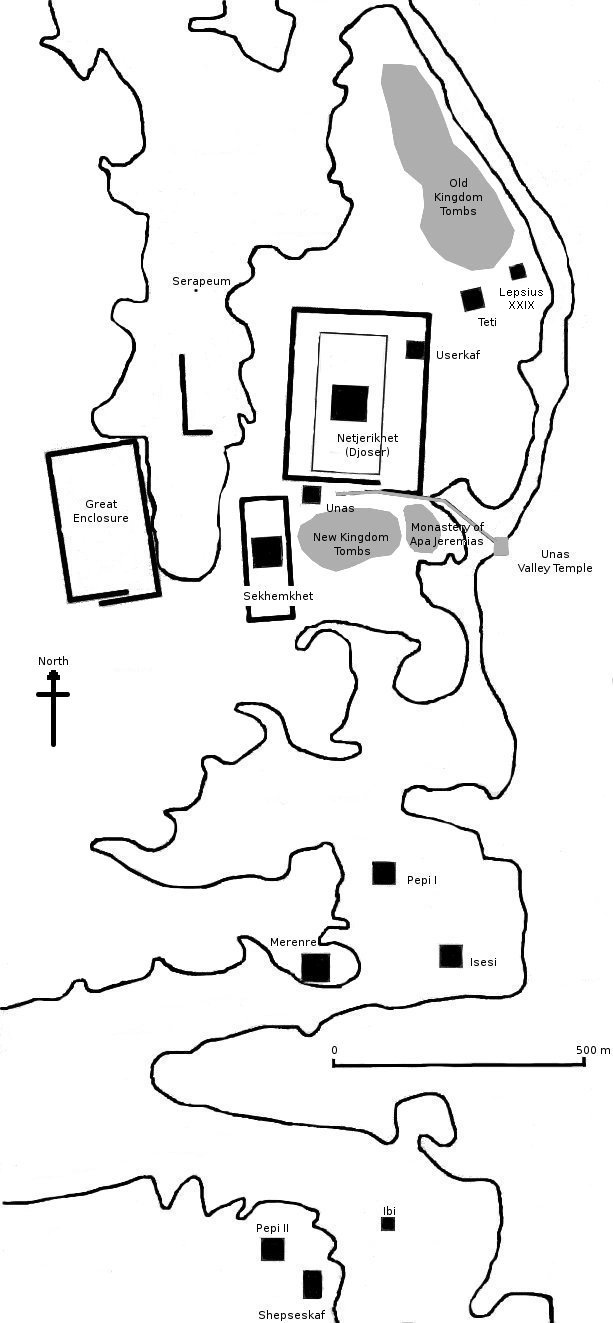
Übersicht über die Nekropole von Sakkara

Bereits zur Zeit des Alten Reiches, von der 1. Dynastie bis in die 26.–31. Dynastie, ist Sakkara als Begräbnisstätte belegt. Vermutlich wurde die Stadt nach dem Totengott Sokar benannt. Die ältesten bisher gefundenen Grabanlagen finden sich in Sakkara-Nord, dicht am Wüstenrand, wo sie erhöht über dem Fruchtland stehen. Es handelt sich um eine Reihe von Mastabas, die an der Außenseite mit einer Palastfassade dekoriert sind. Der erste dieser Bauten datiert unter König Hor Aha.
Schon am Ende der 2. Dynastie war das riesige Wüstenplateau mit Mastabas verbaut. In der 2. Dynastie wurden die ersten Könige weiter südlich in Sakkara bestattet. Von deren Grabanlagen sind jedoch nur die unterirdischen Grabkammern erhalten. Mit der Stufenpyramide von König Djoser aus der 3. Dynastie des Alten Reiches um 2650 v. Chr. setzten die Pyramidenbauten ein.
Auch Könige der 5. und 6. Dynastie errichteten hier ihre Pyramiden. Neben diesen Pyramiden sind im Alten Reich hier auch viele hohe Würdenträger bestattet worden, da Sakkara die Nekropole der Residenzstadt Memphis war. Die Grabanlagen der folgenden 1. Zwischenzeit sind eher klein, belegen aber eine ununterbrochene Tradition vom Alten Reich. Im Mittleren Reich konzentrierten sich kleine Mastabagräber um die Pyramide von Teti II. und ganz im Süden von Sakkara, wo in der 13. Dynastie auch einige Pyramiden (Chendjer) errichtet worden sind.
Im Neuen Reich erlebte Sakkara als bedeutende Nekropole wieder einen besonderen Aufschwung. Vor allem zur Zeit von Amenophis III., als Memphis wieder stark an Bedeutung gewann, sind hier sehr viele hohe Beamte beigesetzt worden. Die Grabanlagen dieser Zeit ähneln meist kleinen Tempeln mit Pylonen und Höfen, darunter auch das erste Grab des späteren Königs Haremhabs. Diese Gräber sind oftmals nicht gut erhalten.
Nur wenige Gräber lassen sich in die 3. Zwischenzeit datieren, doch gibt es bedeutende Grabbauten aus der Spätzeit. Viele Beamte sind am Boden von gigantischen Grabschächten beigesetzt worden. Die Nekropole behielt ihre Bedeutung bis in ptolemäische Zeit, als einige große Tempelanlagen errichtet worden sind. Aus dieser Zeit stammen auch umfangreiche Galeriegräber mit Tierbestattungen.
Das Jeremiaskloster aus christlicher Zeit ist heute schwer zugänglich und liegt am Aufweg zur Unaspyramide. Eine Fülle von Inschriften zeugt detailgenau nicht nur vom Leben der Mönche, sondern auch von seinen heiligen Stätten.

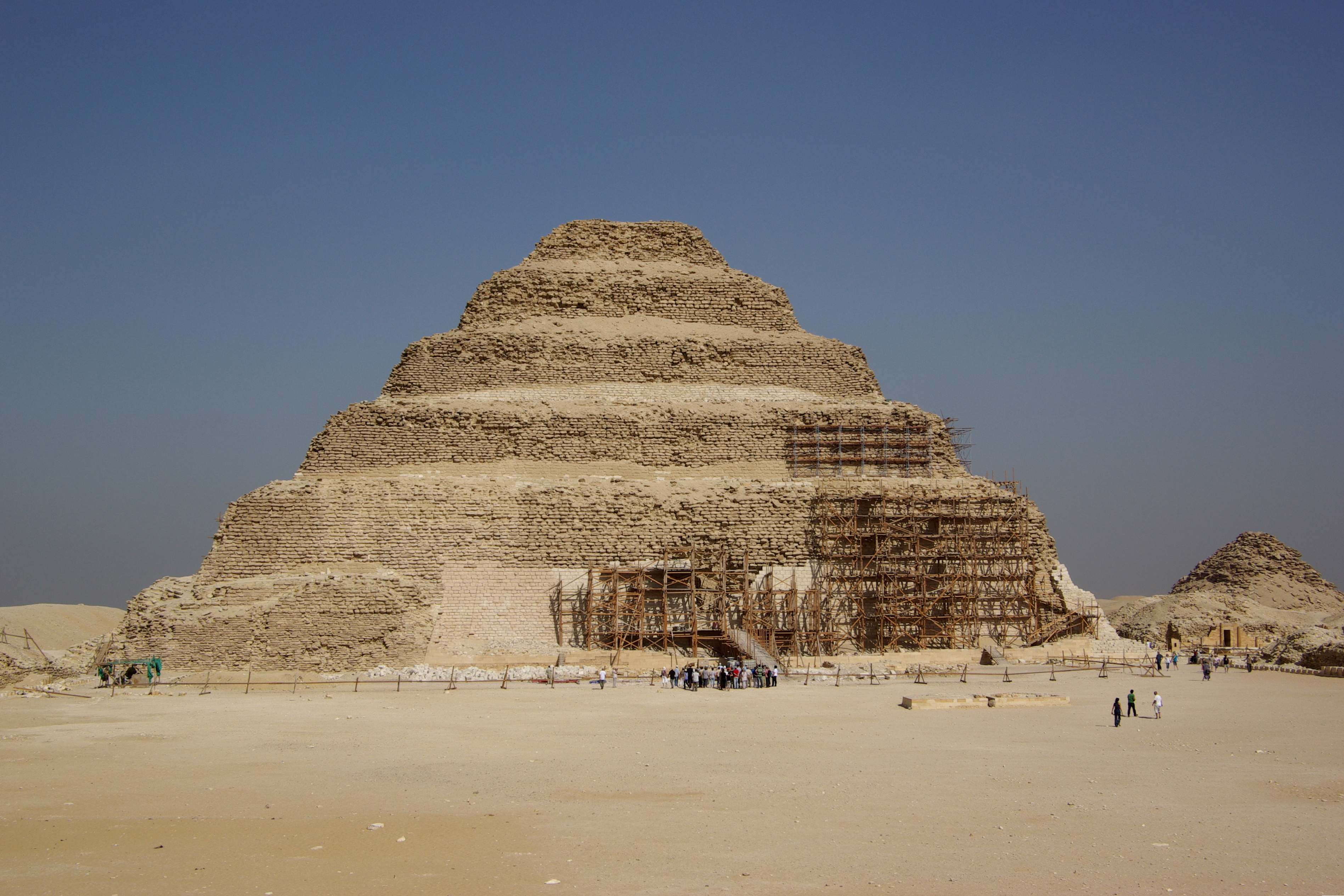
Pyramide des Djoser
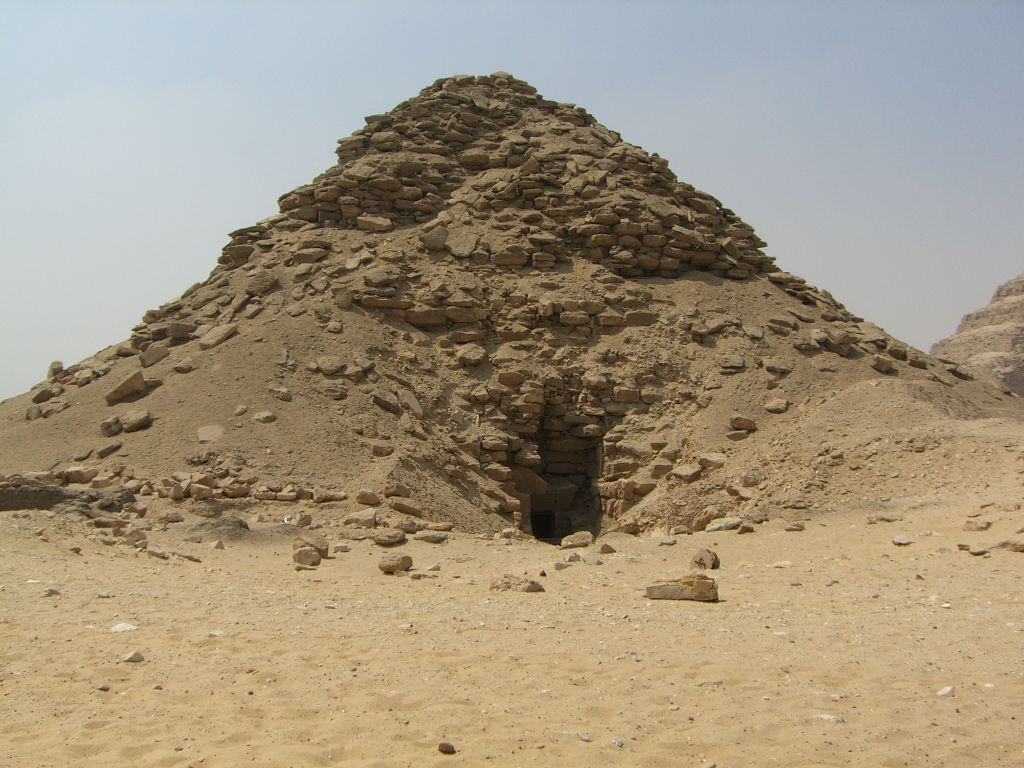
Pyramide des Userkaf
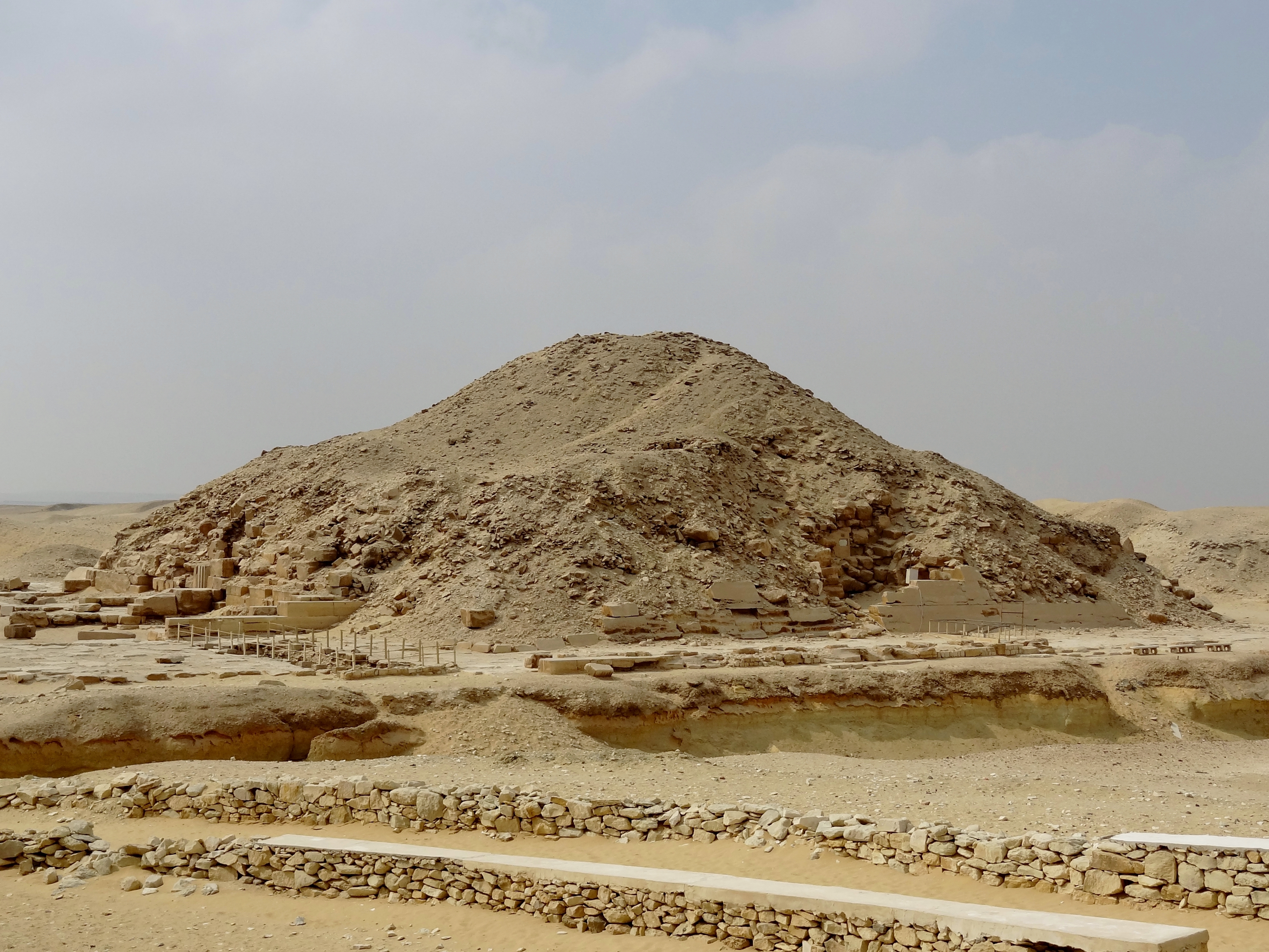
Pyramide des Unas
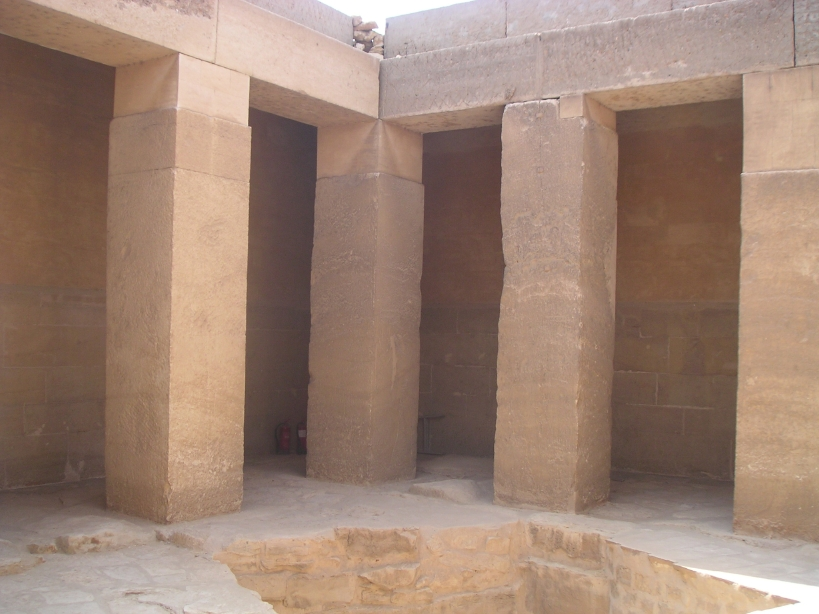
Mastaba des Ti

## Grabformen

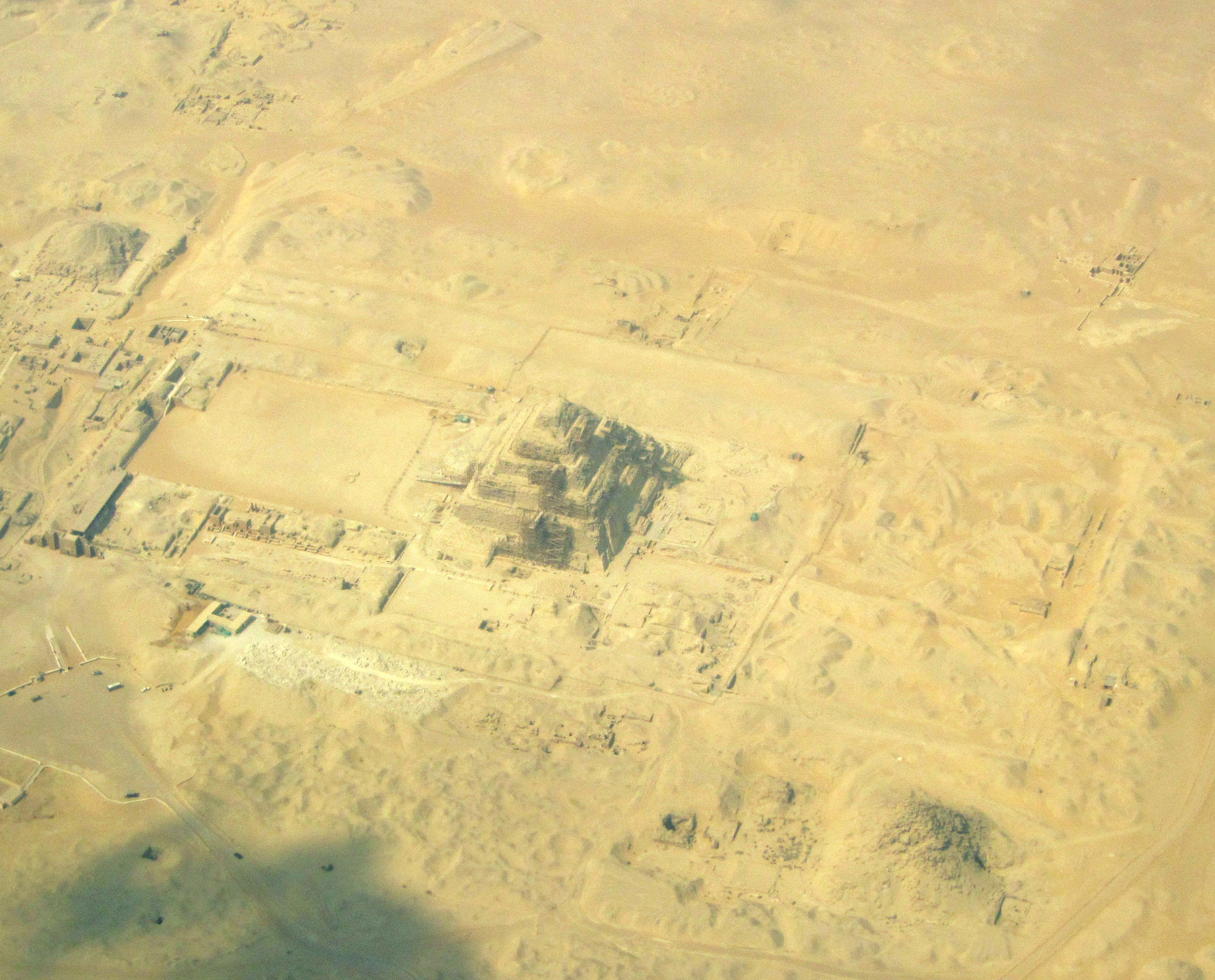
Luftbild der Pyramidenbezirke von Unas, Djoser und Userkaf

Nahezu alle ägyptischen Grabformen sind in Sakkara anzutreffen: Neben der Stufenpyramide auch klassische Pyramiden der 5. und 6. Dynastie, Schachtgräber, Galeriegräber bis hin zu Mastabas aus allen altägyptischen Epochen. Des Weiteren gibt es Tierfriedhöfe (Ibisse, Hunde, Katzen, Stiere), zu denen das Serapeum mit den Sarkophagen der Apis-Stiere zu den herausragendsten zählt. Außerdem befinden sich dort mindestens zwei große, rechteckige Einfriedungen, von denen Gisr el-Mudir (Great Enclosure) als ältestes Steinbauwerk Ägyptens gilt.

## Pyramiden und Monumentalgräber in Sakkara
- Djoser-Pyramide
- Sechemchet-Pyramide (unvollendet)
- Mastabat al-Firʿaun
- Mastaba des Ti
- Mastaba des Ptahshepses
- Userkaf-Pyramide
- Djedkare-Pyramide
- Unas-Pyramide
- Teti-Pyramide
- Pepi-I.-Pyramide
- Merenre-Pyramide (unvollendet)
- Pepi-II.-Pyramide
- Ibi-Pyramide
- Lepsius-XXIX-Pyramide
- Chendjer-Pyramide

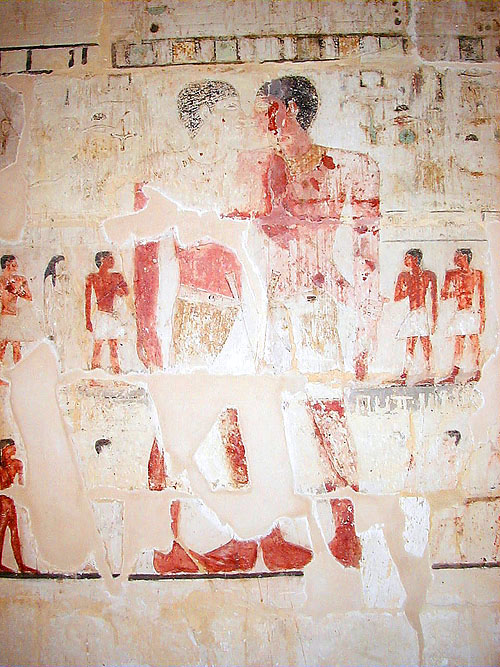
Relief aus der Mastaba des Nianchchnum und des Chnumhotep

- Süd-Pyramide von Sakkara-Süd (unvollendet)
- SAK S 3
- SAK S 7
- Grabmal des Hohepriesters Wahtye[3]

## Grabanlagen des Neuen Reiches

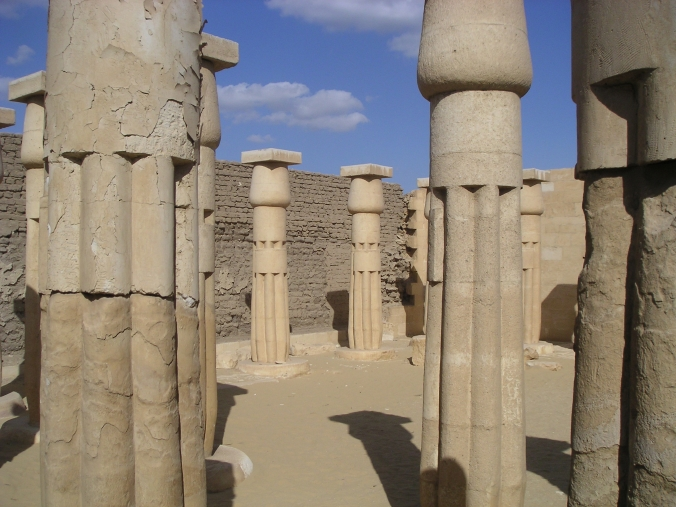
Überreste von Haremhabs Grabtempel aus der 18. Dynastie.

- Grab des Amenemone, Vorsteher der Handwerker und Goldschmiede
- Grab des Aperel, Wesir unter Amenophis III. und Echnaton
- Grab des Haremhab, Pharao am Ende der 18. Dynastie
- Grab des Haremhab, Beamter zur Zeit von Ramses II.
- Grab des Hormin
- Grab des Huy
- Grab des Iniuia
- Grab des Ipuia
- Grab der Maia, Amme des Tutanchamun
- Grab des Maya, Schatzhausvorsteher unter Tutanchamun bis Haremhab
- Grab des Mose
- Grab des Paser, Beamter zur Zeit von Ramses II.
- Grab des Ptahemwia, amtierte unter Tutanchamun
- Grab des Ptahemwia
- Grab des Ptahmose
- Grab des Ry
- Grab von Tia und Tia
- Grab des Bakenhori

## Neuere Funde
Im März 2005 fanden Archäologen unter Zahi Hawass, dem ehemaligen Leiter der ägyptischen Altertümerverwaltung Supreme Council of Antiquities (SCA), bei der Pyramide von König Teti in Sakkara eine Mumie, deren Alter auf 2300 Jahre geschätzt wird. Ihr reich verzierter Sarkophag gilt als einer der schönsten, die je in Ägypten gefunden wurden. Anfang 2009 entdeckte eine Gruppe unter Zahi Hawass eine Grabkammer der 6. Dynastie (ca. 2318–2168 v. Chr.) mit 30 Mumien vermutlich aus der 26. Dynastie (664–525 v. Chr.).
Ende 2009 wurden zwei weitere 2500 Jahre alte Gräber aus der 26. Dynastie gefunden. Eines davon ist das bislang größte in der Nekropole gefundene Grab.
Im Juli 2018 stellte ein deutsch-ägyptisches Forscherteam der Öffentlichkeit seine Funde vor, eine Mumifizierungswerkstatt südlich der König-Unas-Pyramide in der Totenstadt von Sakkara mit verschiedenen Kammern und eine teilweise vergoldete Mumienmaske. Die Mumienmaske stammt vermutlich aus der saïtisch-persischen Zeit von 664 bis 404 vor Christus, wie die Universität Tübingen mitteilte. Die Maske besteht aus vergoldetem Silber. Auf dem nur teilweise erhaltenen Sarg der zugehörigen Mumie stehen die Titel "zweiter Priester der Mut" und "Priester der Niut-schi-es", zwei ägyptischen Göttinnen.
Im August und September 2020 wurden 27 etwa 2500 Jahre alte Sarkophage zu Tage gefördert, im November 2020 der Fund von weiteren über 100 ungeöffneten Sarkophagen aus der Spätzeit des Alten Ägypten und der nachfolgenden ptolemäischen Zeit bekanntgegeben.